# Felix I
Felix I, född i Rom, död 30 december 274, var påve från den 5 januari 269 till sin död, den 30 december 274. Felix I vördas som helgon i Romersk-katolska kyrkan, med minnesdag den 30 maj.

## Biografi
Felix I var romare, och efterträdde Dionysius strax efter dennes död 26 december 268. Det finns mycket litet information om hans pontifikat, och den som finns är ofta motstridig, men han skall enligt Liber Pontificalis ha givit kyrklig sanktion åt vördnaden av martyrer på årsdagarna för deras dödsdagar vid deras gravar (Hic constituit supra memorias martyrum missas celebrare), vilket dock förmodligen redan var tradition. Troligen åsyftas de intima mässorna vid kryptorna vid katakomberna (missa ad corpus), en tradition som härrör från denna tid, då många basilikor upprestes över katakomber i Rom.
Under hans pontifikat avgjorde kejsar Aurelianus biskopsstriden i Antiochia så att kyrkan skulle upplåtas åt den biskop, med vilken biskoparna i Italien och Rom stod i kyrklig förbindelse.
Ett fragment av ett brev till Maximus, biskop i Alexandria, som stödjer doktrinerna om Treenigheten och inkarnationen i polemik mot Paulus av Samosata, var troligen skrivet av Felix, men det finns även ett flertal andra brev som sannolikt har tillskrivits honom oriktigt.
Liber Pontificalis framställer många uppgifter om Felix som avfärdats som oriktiga. Bland annat står att han låtit uppresa en basilika vid Via Aurelia där han skulle ha blivit begraven; i själva verket begravdes han i Calixtus katakomber. Vidare påstås att han skulle ha lidit martyrdöden, vilket inte verkar sannolikt.